# 箱入り娘 (パズル)

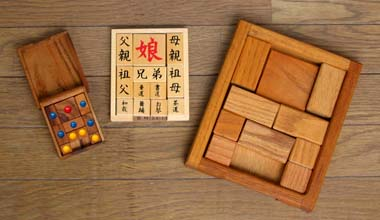
箱入り娘

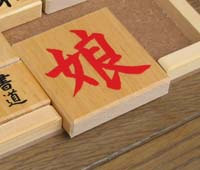
最終状態

箱入り娘（はこいりむすめ）は、スライディングブロックパズルの一種である。木でできた駒を動かして特定の駒を外に出すのが目的の一人遊び。

## 概要
小さな容器の中に駒が敷き詰められており、その中の駒はすき間が開いている場所に水平移動させることができる。
駒は「娘」「父親」「母親」など家族に関係がある文字が書かれており、初期状態でいちばん上に配置されていた「娘」の駒だけを下の隙間から外に出すのが目的。「箱入り娘」の名称は、一番奥に「娘」の駒があり家族が大事に娘を包んでいるように見えることから。
また、駒の種類によっては家族の駒ではなく、将棋の絵柄や他の絵が書かれている物もある。

## 構造と配置
このパズルは以下の要素で構成される。
- 4×5の大きさの箱。
- 2×2の大駒（いわゆる「娘」） : 1個
- 2×1の長方形駒 : 4個か5個
- 1×1の小駒 : 4個か6個

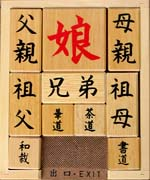
箱入り娘の一般な初期配置

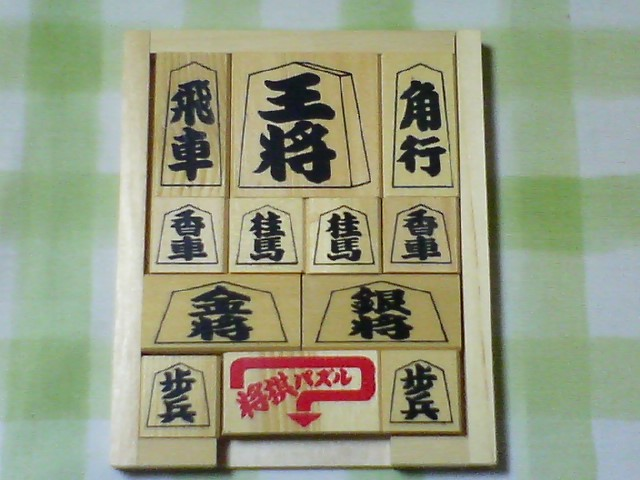
将棋の駒の図柄のパズル。中央下の「将棋パズル」と書かれた赤い駒を取り外し、その他の駒を動かして「王将」を下辺中央の出口から外に出す。

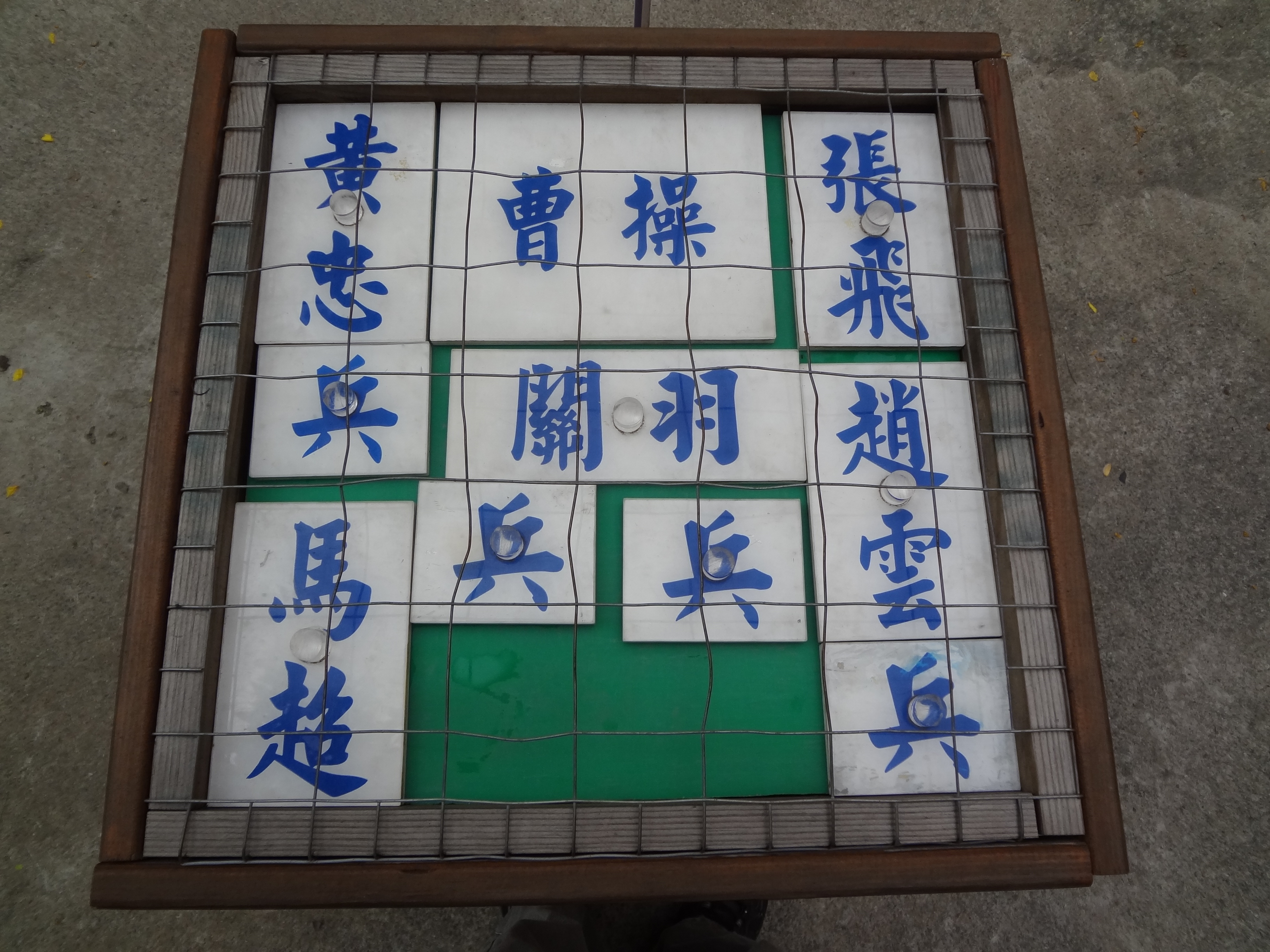
「華容道」パズル。孔明が配置した伏兵が曹操を追い詰める。

通常、大駒は上辺中央に置かれ、それを下辺中央の穴から出すのがパズルの目的になる。箱の下辺に穴がない製品もあるが、その場合、大駒を下辺中央に移動させることが目的となる。
初期配置はいろいろあり、難易度および最小手数が異なる。一般的に、長方形駒が4個より5個の方が難しい。「上辺中央は大駒、下辺中央の2マスは空き」として残りの部分に長方形駒・小駒を配置したとき、多くの場合に解があるがいくつかの配置では解がない。
一般的な初期配置は右図の通り。これは81手の解があり、やや難しい配置である。
上記画像のように「娘」とその周辺を文字にした図柄が有名であるが、それ以外にも「チェス」「トランプ」「将棋のコマ」「人物」などの種類がある。無地のものも多い。「娘」を使っているものでも、周辺のコマが下男・下女・番頭・丁稚などになっているものもある。「箱入り娘」といえば同じ構造を持ったこれらのパズルすべてを指す。

## 歴史
英語では「Klotski」（ポーランド語で木のブロックを意味する「klocki」より）と呼ばれる。ルイス・W・ハーディ（Lewis W. Hardy）は「Pennant Puzzle」の名で1909年に商標を登録し、1907年にはすでに特許も出願している。イギリスでは同様のパズルが1932年に特許出願されており、フランスにも「赤ロバ（L'Âne rouge）」と呼ばれる同様のパズルがある。
日本で流行し始めたのは昭和10年（1935年）代のことである。
中国では「華容道」と呼ばれ、1940年代後半以降に広く知られるようになった。各ブロックの名前が『三国志』に由来するパズルとなっており、「娘」にあたるブロックは、赤壁の戦いに敗れて伏兵をかい潜って逃走する曹操となっている。